# Vissenbjerg Sogn
Vissenbjerg Sogn ist eine Kirchspielsgemeinde (dän.: Sogn) auf der Insel Fyn (dt.: Fünen) im südlichen Dänemark. Bis 1970 gehörte sie zur Harde Odense Herred im damaligen Odense Amt, danach zur Vissenbjerg Kommune im Fyns Amt, die im Zuge der  Kommunalreform zum 1. Januar 2007 in der Assens Kommune in der Region Syddanmark aufgegangen ist.
Im Kirchspiel leben 5818 Einwohner, davon 3297 im ehemaligen Kommunenzentrum Vissenbjerg (Stand: 1. Januar 2023). Im Kirchspiel liegt die Kirche „Vissenbjerg Kirke“.
Nachbargemeinden sind im Südosten Broholm Sogn, im Südwesten Orte Sogn und im Westen Årup Sogn und Rørup Sogn, ferner in der nördlich gelegenen Nordfyns Kommune Hårslev Sogn (Nordfyns Kommune), Veflinge Sogn und Vigerslev Sogn (Nordfyns Kommune), sowie in der östlich gelegenen Odense Kommune Ubberud Sogn.